# Agnieszka Starzyk
Agnieszka Starzyk-Bonach (ur. 4 maja 1985 w Wodzisławiu Śląskim) – polska siatkarka grająca na pozycji przyjmującej. Trzykrotna Akademicka Mistrzyni Polski (2004 MVP, 2009, 2010). W 2004 powołana do reprezentacji Polski w siatkówce plażowej. Od sezonu 2012/2013 występowała w barwach AZS WSBiP KSZO Ostrowiec Świętokrzyski. 

## Kariera
- MKS Wodzisław Śląski (wychowanka)
- AZS Politechnika Częstochowska
- Sokół Chorzów
- MMKS Dąbrowa Górnicza
- Gwardii Wrocław
- AZS Białystok
- Sandeco EC Wybrzeże TPS Rumia
- Armatura Eliteski AZS UEK Kraków
- AZS WSBiP KSZO Ostrowiec Świętokrzyski
- TJ Ostrava